# المفاصل بين سلاميات اليد
المفاصل بين سلاميات اليد هي مفاصل رُّزِّية بين سُّلاميات الأصابع التي تُوفِّر الانثناء باتجاه راحة اليد.
يوجد مجموعتان في كل إصبع (باستثناء الإبهام الذي يحتوي على مفصل واحد فقط):
- "المفاصل بين السلاميات القريبة" (PIJ أو PIP)، تلك التي بين السُّلامية الأولى (وتسمى أيضًا القريبة) والثانية (المتوسطة).
- "المفاصل بين السلاميات البعيدة" (DIJ أو DIP)، تلك التي بين السُّلامية الثانية (المتوسطة) والثالثة (البعيدة).

تشريحياً، تتشابه المفاصل بين السلاميات القريبة والبعيدة تشابهاً كبيراً. هناك بعض الاختلافات الطفيفة في كيفية ارتباط الصفائح الراحية من الناحية القريبة وفي تجزئة غمد الوتر المثني، ولكن الاختلافات الرئيسية هي البعد الأصغر والحركة المحدودة للمفصل البعيد.

## البنية المفصلية

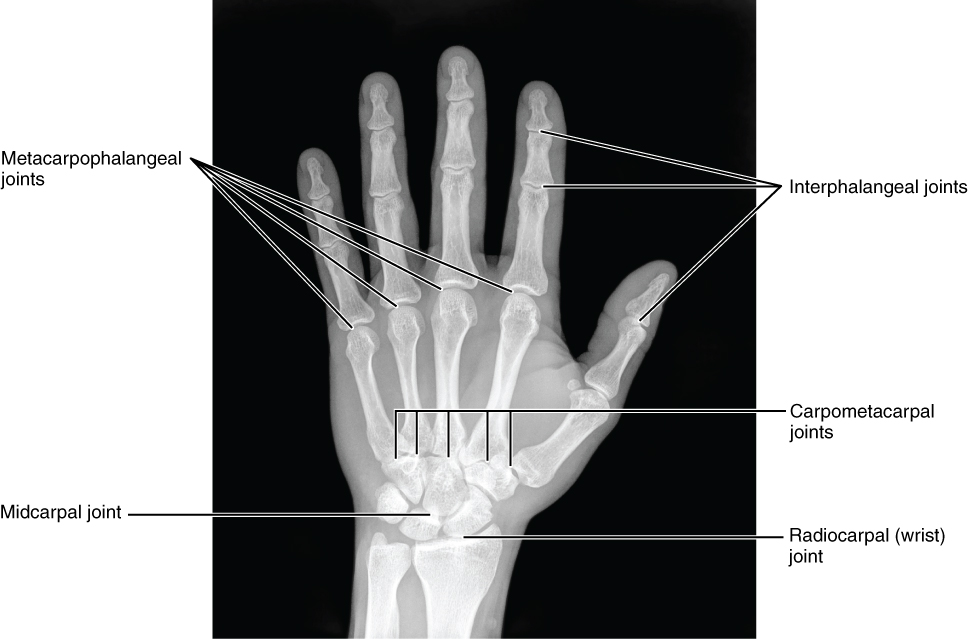
مفاصل اليد، الأشعة السينية

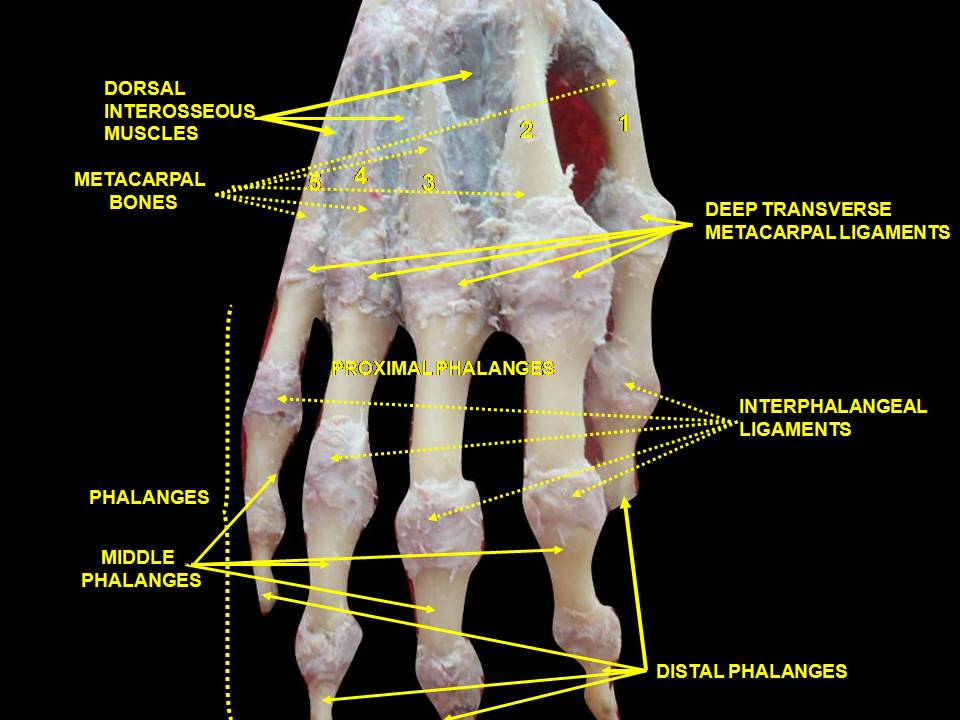
الأربطة بين السلاميات والسلاميات. اليد اليمنى. تشريح عميق. منظر خلفي (ظهري).

يُظهر المفصل بين السلاميات القريب ثباتًا جانبيًا كبيرًا. قطره المستعرض أكبر من قطره الأمامي الخلفي وأربطته الجانبية السميكة تكون مشدودة في جميع الأوضاع أثناء الانثناء، على عكس تلك الموجودة في المفصل السنعي السلامي.

### التراكيب الظهرية
تكون المحفظة والوتر الباسط والجلد رقيقة جدًا ومرتخية ظهريًا، مما يسمح لعظام السلاميات بالانثناء بأكثر من 100 درجة حتى تلامس قاعدة السلامية الوسطى الثلمة اللقمية للسلامية القريبة.
على مستوى مفصل بين السلاميات القريبة، تنقسم الآلية الباسطة إلى ثلاثة أشرطة. ينغرز الانزلاق المركزي في الحدبية الظهرية للسلامية الوسطى بالقرب من مفصل بين السلاميات القريبة. يستمر الزوج من الأشرطة الجانبية، التي تساهم فيها الأوتار الباسطة، بعد مفصل بين السلاميات القريبة ظهريًا إلى محور المفصل. تتحد هذه الأشرطة الثلاثة بواسطة رباط شبكي عرضي، يمتد من الحافة الراحية للشريط الجانبي إلى غمد المثنية على مستوى المفصل، ويمنع الانزياح الظهري لذلك الشريط الجانبي. على الجانب الراحي لمحور حركة المفصل، يقع الرباط الشبكي المائل الذي يمتد من غمد المثنية فوق السلامية القريبة إلى وتر الباسطة الطرفي. في وضع البسط، يمنع الرباط المائل انثناء مفصل بين السلاميات البعيدة السلبي وفرط بسط مفصل بين السلاميات القريبة حيث يشتد ويسحب وتر الباسطة الطرفي باتجاه القرب.

### التراكيب الراحية
على النقيض من ذلك، على الجانب الراحي، يمنع رباط سميك فرط البسط. الجزء البعيد من الرباط الراحي، الذي يسمى الصفيحة الراحية، يبلغ سمكه من 2 إلى 3 ملليمترات (من 0.079 إلى 0.118 بوصة) وله هيكل ليفي غضروفي. يُعد وجود سلفات الكوندرويتين وسلفات الكيراتان في الصفائح الظهرية والراحية مهمًا في مقاومة قوى الضغط على لقمتي السلامية القريبة. تحمي هذه التراكيب معًا الأوتار التي تمر أمام المفصل وخلفه. يمكن لهذه الأوتار تحمل قوى الشد بفضل ألياف الكولاجين الخاصة بها.

### الأربطة الراحية
يكون الرباط الراحي أرق وأكثر مرونة في جزئه المركزي القريب. على كلا الجانبين، يُعزز بما يسمى أربطة كبح الحركة. تنشأ الأربطة الجانبية الإضافية (ACL) من السلامية القريبة وتُغرز بشكل بعيد في قاعدة السلامية الوسطى أسفل الأربطة الجانبية.
يكون الرباط الإضافي والحافة القريبة للصفيحة الراحية مرنين وينثنيان على أنفسهما أثناء الانثناء. ترتبط أغلفة أوتار العضلات المثنية بإحكام بالسلاميات القريبة والوسطى بواسطة بكرات حلقية A2 و A4، بينما تربط البكرة A3 والألياف القريبة من الرباط C1 الأغلفة بالرباط الكفي المتحرك عند مفصل بين السلاميات القريبة الوسطى. أثناء الانثناء، يُنتج هذا الترتيب مساحة في عنق السلامية القريبة تمتلئ بالصفيحة الراحية المنثنية.
تدعم الصفيحة الراحية رباط على كلا جانبي المفصل يسمى الأربطة الجانبية، والتي تمنع انحراف المفصل من جانب إلى آخر. يمكن أن تتمزق الأربطة جزئيًا أو كليًا ويمكن أن تُقتلع مع شظية كسر صغيرة عندما تُجبر الإصبع للخلف في فرط البسط. يُسمى هذا "إصابة الصفيحة الراحية أو الصفيحة الكفية".
تشكل الصفيحة الراحية أرضية شبه صلبة وتشكل الأربطة الجانبية الجدران في صندوق متحرك يتحرك مع الجزء البعيد من المفصل ويوفر ثباتًا للمفصل خلال نطاق حركته بالكامل. نظرًا لأن الصفيحة الراحية تلتصق بالعضلة المثنية السطحية للأصابع بالقرب من الارتباط البعيد للعضلة، فإنها تزيد أيضًا من عزم فعل الانثناء. في مفصل بين السلاميات القريبة الوسطى، يكون البسط أكثر محدودية بسبب ما يُسمى رباطي كبح الحركة، اللذين يربطان الصفيحة الراحية بالسلامية القريبة.

## الحركة
الحركات الوحيدة المسموح بها في المفاصل بين السلاميات هي الانثناء والبسط.
- الانثناء أكثر اتساعًا، حوالي 100 درجة، في مفاصل بين السلاميات القريبة وأكثر تقييدًا قليلاً، حوالي 80 درجة، في مفاصل بين السلاميات البعيدة.
- يُحدُّ البسط بواسطة الأربطة الراحية والجانبية.

العضلات التي تُولِّد هذه الحركات هي:
| الموقع  | الانثناء | الامتداد |
| ------- | --- | --- |
| الأصابع | تنثني العضلة المثنية العميقة للأصابع التي تعمل على المفاصل القريبة والبعيدة، وتنثني العضلة المثنية السطحية للأصابع التي تعمل على المفاصل القريبة | بشكل أساسي بواسطة العضلات الخراطينية والعضلات بين العظام، مع تأثير قليل أو معدوم للباسطات الطويلة على هذه المفاصل |
| الإبهام | العضلة المثنية الطويلة لإبهام اليد | العضلة الطويلة المادة لإبهام اليد                                                                                 |

يتغير الطول النسبي للإصبع أثناء حركة مفاصل بين السلاميات. يقل طول الجانب الراحي (الكفي) أثناء الانثناء بينما يزيد الجانب الظهري بحوالي 24 ملم. يتراوح نطاق الحركة المفيد لمفصل بين السلاميات القريبة بين 30 و 70 درجة، ويزداد من إصبع السبابة إلى الخنصر. أثناء الانثناء الأقصى، يضغط قاعدة السلامي الوسطى بقوة في التجويف خلف اللقيمة للسلامي القريبة، مما يوفر أقصى قدر من الثبات للمفصل. يعتمد ثبات مفصل بين السلاميات القريبة على الأوتار التي تمر حوله.

## الأهمية السريرية
التهاب المفاصل الروماتويدي يتجنب عمومًا المفاصل بين السلاميات البعيدة للأصابع. لذلك، فإن التهاب مفاصل بين السلاميات البعيدة يشير بقوة إلى وجود فصال عظمي أو التهاب المفصل في الصدفية.